# Agatha van der Mijn
Agatha van der Mijn (Ámsterdam, 13 de mayo de 1700-Londres, 1776/1796) fue una pintora neerlandesa del siglo XVIII activa en Londres.

## Biografía
Fue la hermana menor del pintor Herman van der Mijn. El poeta Willem van Swaanenburg (1678 - 1728) publicó un libro de poemas Parnas en 1724 donde incluyó un poema en honor a su decimoctavo cumpleaños, le confesaba su amor eterno por ella y la mencionaba como una «diosa mágica de pintora de flores». Este poema demuestra que ya estaba activa como artista de flores antes de 1718, es posible que acompañara a su hermano y su familia junto con la de una alumna Jacoba Maria van Nickelen cuando se trasladaron a trabajar a Dusseldorf en 1712-1713 bajo las órdenes del elector palatino Johann Wilhelm. La pintora de flores Rachel Ruysch estaba también en activo en Dusseldorf en los años 1712-1716 y la obra de Agatha, junto con la de Nickelen y su sobrina Cornelia van der Mijn todas muestran un estilo similar. En 1722 Herman van der Mijn se trasladó con su familia a Londres. Herman murió un año después de que su hijo Robert se hundió a través del hielo en Marylebone en 1740 mientras que patinaba sobre el hielo.